# Supercoppa italiana 2014 (beach soccer)
La Supercoppa italiana 2014 si è disputata il 31 luglio 2014 a Catania. È stata l’undicesima edizione di questo trofeo ed è stata vinta dalla Sambenedettese per la prima volta.

## Tabellino
| Arbitro: | Buscema, Frau (ITA) |

|                                     |           |                                                 |
| Maiorano 3pt’, Leo 6st’, Souza 8st’ | Marcatori | 5pt’, 7pt’ Perez, 5pt’ Bruno Novo, 10tt’ Jordan |